# Краљ Петар Први (филм)
Краљ Петар Први је српски ратни филм из 2018. године.
Режију потписује Петар Ристовски а филм је настао по роману Чарапе краља Петра, Милована Витезовића објављеног 1994. године а по сценарију Милована Витезовића, Владимира Симића и Владимира Ћосића.

## Радња
По истинитој причи о српском краљу Петру Карађорђевићу, смештеној током Првог светског рата. Иако победници прве две битке, српска војска, десеткована и гладна, мора да се повуче преко ледених албанских планина. Краљу Петру се чини да је све изгубљено, све док не нађе утеху у завету који даје мајци једног војника: пронаћи ће њеног сина међу изгубљеним војницима и дати му пар чарапа који му је мајка направила...
Петар Карађорђевић, као млад протеран је из Србије од стране супарничке династије Обреновић.
Никада није успео да направи чврсту везу са земљом из које је потекао, народом чији је потенцијални краљ, нити титулом која му по праву припада. Сплетом историјских околности, враћа се у домовину, уводи парламентарну демократију на двор и започиње обнову Србије. Али Србији се не да да напредује. Атентатом у Сарајеву почиње Први светски рат. После две херојске битке на Церу и Колубари, влада доноси одлуку да је повлачење неминовно.
Током мучног повлачења преко албанских планина краљ упознаје Макрену, мајку војника Маринка. Немоћна да сина пронађе у непрегледним колонама војске и народа који се повлачи, она заветује самог краља да му, уместо ње, преда пар чарапа које је исплела. Нажалост, краљ смрзнутог Маринка проналази прекасно, а Макрена умире на гробу младог аустријског војника, оплакујући у име свих мајки све синове – невине жртве рата.
Српска војска уз страшне губитке стиже до Крфа и острва Видо – острва смрти али и српског васкрснућа! Пред смрт, Петар Први подиже споменик Макрени у њеном селу Словац.
На самртној постељи има једну жељу: да му назују пар чарапа које није успео да однесе Маринку.

## Улоге
| Глумац                 | Улога                                            |
| ---------------------- | ------------------------------------------------ |
| Лазар Ристовски        | Краљ Петар I Карађорђевић                        |
| Милан Колак            | Маринко Спасојевић                               |
| Даница Ристовски       | Макрена Спасојевић                               |
| Иван Вујић             | Момчило Гаврић                                   |
| Радован Вујовић        | Живота                                           |
| Александар Вучковић    | Престолонаследник-регент Александар Карађорђевић |
| Марко Тодоровић        | Принц Ђорђе Карађорђевић                         |
| Танасије Узуновић      | Војвода Радомир Путник                           |
| Бранко Јеринић         | Генерал/Војвода Степа Степановић                 |
| Светозар Цветковић     | Генерал/Војвода Живојин Мишић                    |
| Небојша Кундачина      | Генерал Петар Бојовић                            |
| Љубиша Савановић       | Пуковник Драгутин Димитријевић Апис              |
| Марко Баћовић          | Никола Пашић                                     |
| Иван Марковић          | Посилни краља Петра                              |
| Ратко Игњатов          | Побожни војник                                   |
| Божидар Бекировић      | војник Цига                                      |
| Драган Божа Марјановић | Пуковник Миливоје Стојановић Брка                |